# Pancerniki typu New Mexico
Pancerniki typu New Mexico – typ amerykańskich okrętów, których budowa rozpoczęła się w 1915 roku. Jednostki te, w liczbie trzech sztuk, były ulepszonym projektem pancerników typu Nevada, których projekt przedstawiono 3 lata wcześniej. Artyleria główna składająca się z 12 dział została odziedziczona po pancernikach typu Pennsylvania, ale w ulepszonych potrójnych wieżach zamontowano dłuższe (50 kalibrów) działa 356 mm. Poprawiono także sylwetkę kadłuba, wyposażając go w wąski i ostry kliprowy dziób, nadający okrętom lepszą dzielność morską i bardziej elegancki wygląd w porównaniu z półsiostrzanymi typami Nevada i Pennsylvania. Jeden okręt (USS "New Mexico" (BB-40)) został wyposażony w siłownię turboelektryczną, w której turbiny parowe służyły jako napęd dla generatorów elektrycznych, które z kolei zasilały silniki elektryczne, napędzające śruby okrętowe. Wyeliminowano w ten sposób podstawową wadę klasycznego napędu turbinowego, niewyposażonego w przekładnie redukcyjne - duże zużycie paliwa przy niskich prędkościach okrętu.
Okręty typu New Mexico, ukończone w czasie i krótko po I wojnie światowej, prowadziły aktywne działania we flocie pancerników amerykańskich w okresie międzywojennym. Wszystkie zostały przebudowane w latach 1931–1934, otrzymując zupełnie nowe nadbudówki, nowoczesne systemy kontroli ognia dla dział, nowe silniki i wzmocnione zabezpieczenie przeciw atakom z powierzchni i powietrza. Wybrzuszenia stabilizująco-przeciwtorpedowe zwiększyły szerokość okrętów do 32,4 m, a wyporność wzrosła o ponad tysiąc ton.
Osiem dział kal. 127 mm, umieszczonych pierwotnie w często zalewanych falami kazamatach poniżej pokładu głównego na dziobie i rufie zdemontowano, rozmieszczając wszystkie działa artylerii średniej w półkazamatowych wieżach w nadbudówce, co stanowiło znaczne ulepszenie w porównaniu z poprzednim rozwiązaniem.
W związku z narastającym zagrożeniem ze strony Niemiec, okręty te zostały w 1941 roku przesunięte z Pacyfiku na Atlantyk, w następstwie czego zmienił się stosunek sił floty japońskiej do Floty Pacyfiku. Po ataku na Pearl Harbor, który znacznie nadwerężył amerykańskie siły, pancerniki typu New Mexico wróciły na Pacyfik i brały udział w konflikcie z Japonią do końca. Ich ciężkie działa zapewniały wsparcie artyleryjskie w wielu operacjach desantowych, a "Mississippi" wziął udział w bitwie w cieśninie Surigao – ostatnim starciu w historii, kiedy to pancerniki walczyły między sobą. "New Mexico" i "Idaho" zostały wycofane ze służby niedługo po wojnie, natomiast "Mississippi" został przerobiony na okręt szkolny i testowy i służył jeszcze aktywnie przez dekadę. Pierwsza generacja rakiet kierowanych, wystrzeliwanych z okrętów, mających zastąpić działa okrętowe, po raz pierwszy wyszła w morze na pokładzie tego właśnie okrętu.

## Bibliografia

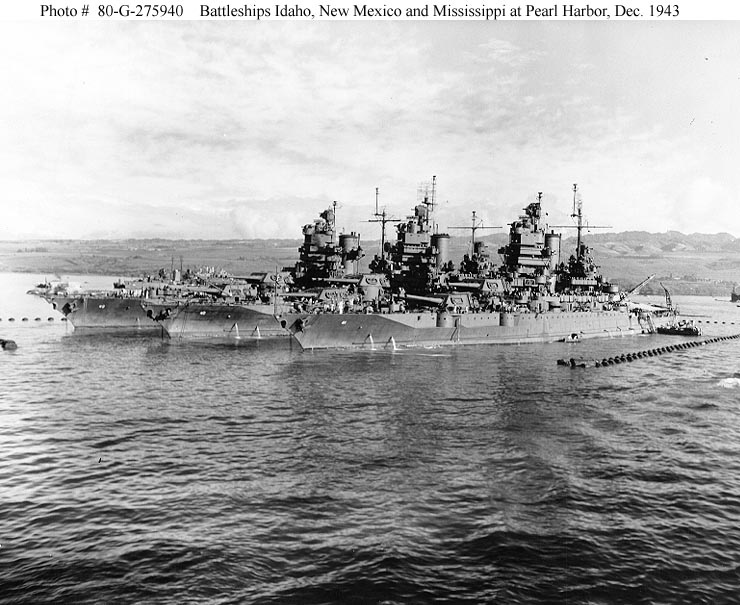
Pancerniki "Idaho", "New Mexico" i "Mississippi" w Pearl Harbor w grudniu 1943 roku